# Hasselt (Overijssel)

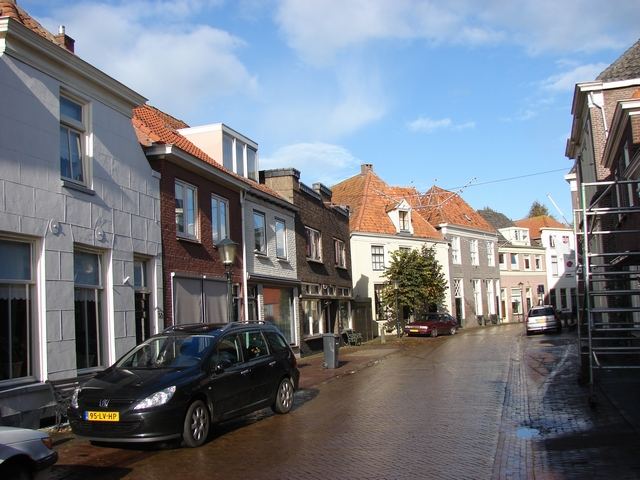
Centrum van Hasselt, 2006

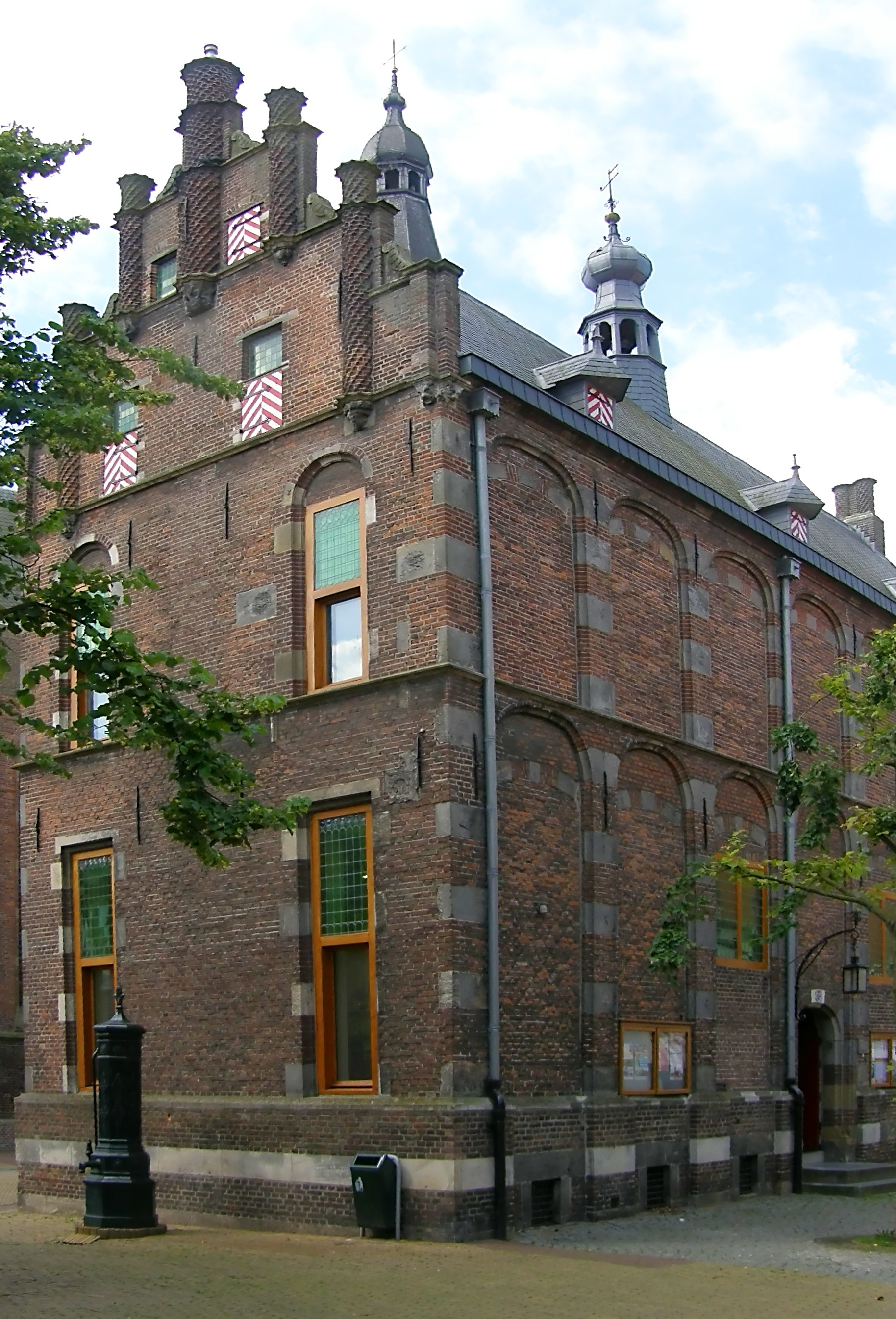
Oude Raadhuis, 2007

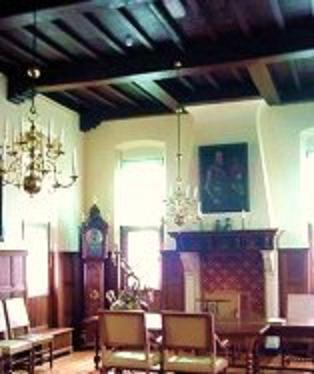
Interieur van het Oude Raadhuis, 2009?

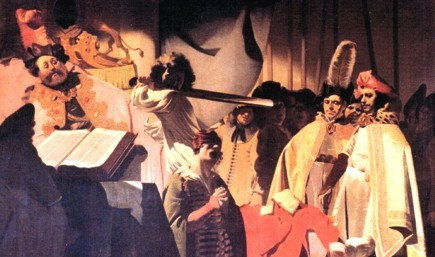
Kunstcollectie van het Oude Raadhuis, 2009?

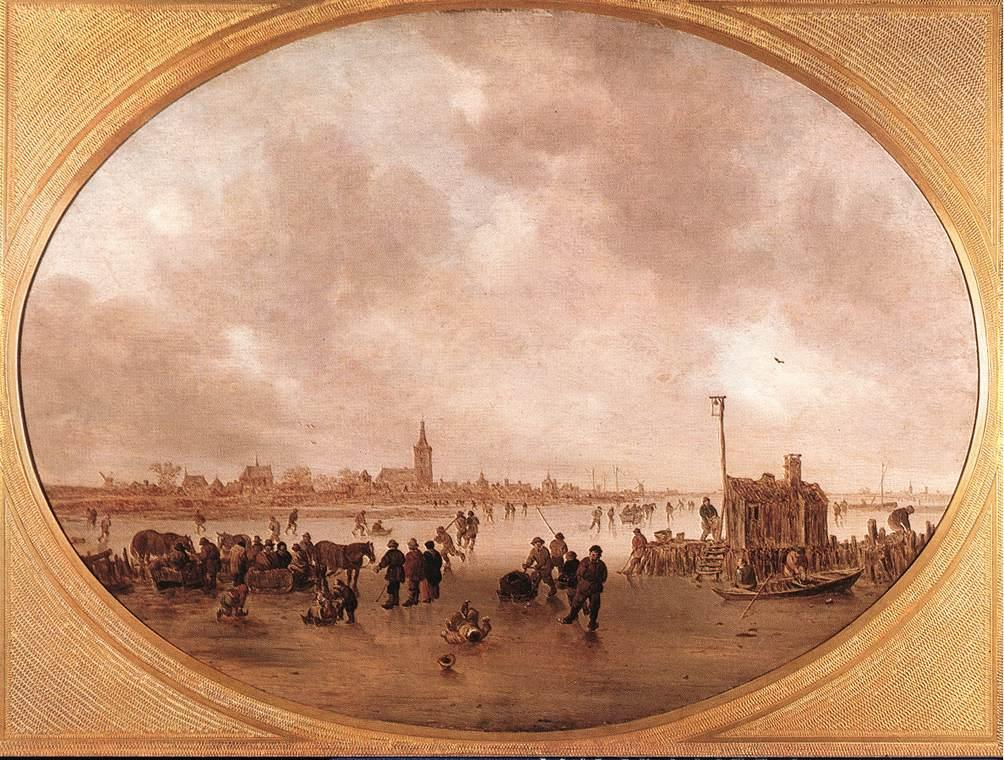
?: Gezicht op Hasselt, 17e eeuw

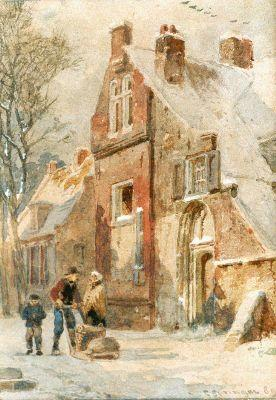
?: Overblijfsel Mariaconvent, 19e eeuw

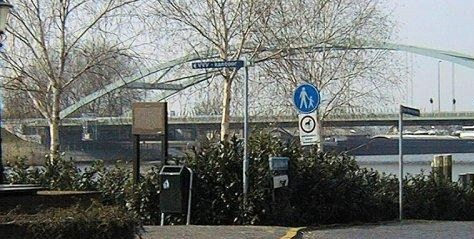
Brug over het Zwarte Water, Hasselt, 2009?

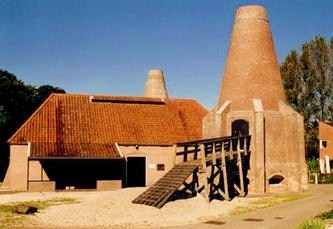
De Kalkovens, Hasselt, 2009?

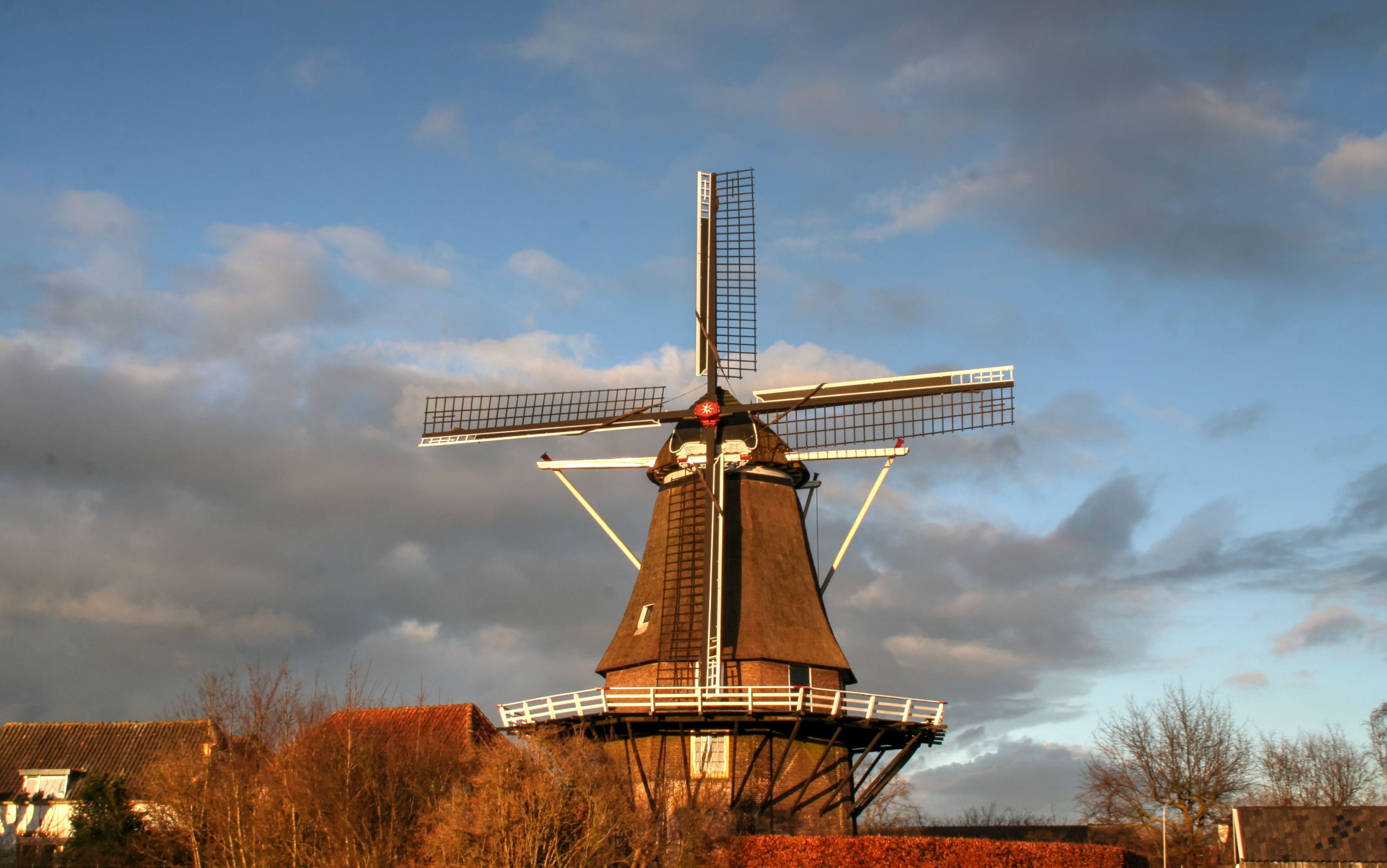
Korenmolen De Zwaluw, Hasselt, 2000

Hasselt (Nedersaksisch: Asselt) is een plaats in de gemeente Zwartewaterland in de Nederlandse provincie Overijssel. Hasselt ligt aan het Zwarte Water en de Dedemsvaart. De stad ligt in het noordwesten van de historische landstreek Salland en bij de zuidgrens van de Kop van Overijssel. In de Middeleeuwen was Hasselt een Hanzestad. In de moderne tijd was het een zelfstandige gemeente tot Hasselt in 2001 werd samengevoegd met Genemuiden en Zwartsluis. Sindsdien vormt Hasselt het bestuurlijk centrum van de gemeente Zwartewaterland. Op 1 januari 2023 had het stadje 7.735 inwoners.

## Geschiedenis
Hasselt ligt aan het Zwarte Water nabij de monding van de Overijsselse Vecht. Het Zwarte Water had vroeger een open verbinding met de Zuiderzee. De eerste inwoners vestigden zich op de hoger gelegen zandruggen aan de rivierzijde. De oudste gedeelten van Hasselt zijn nog duidelijk herkenbaar door hun hogere ligging (Hoogstraat, Markt, Ridderstraat en Eiland). Door de ligging aan een knooppunt van land- en waterwegen werd Hasselt een belangrijk handelscentrum. Opgravingen hebben uitgewezen dat in een deel van Hasselt al rond 1000 v. Chr. mensen aanwezig waren.

### Middeleeuwen
Rond 1252 kreeg Hasselt stadsrechten van de bisschop van Utrecht. Omdat de bisschop zetelde in Utrecht en niet altijd ter plaatse zijn recht kon doen gelden, was het van essentieel belang om in het Oversticht bondgenoten te hebben. Zo hielpen in 1227 ridders uit Hasselt hem tegen opstandige Drenten (Slag bij Ane). Ook waren er machtige edelen die tegen hem opstonden (Van Eerde, Van Voorst, Van de Rutenborg, etc.). Voor de hulp die de steden gaven en tevens om zich van hun trouw te verzekeren, verleenden bisschoppen van Utrecht die stadsrechten. De stad kreeg ook handelsvoorrechten, zoals vrijdom van tol in Twente (1328) en het recht om drie jaarmarkten per jaar te houden evenals weekmarkten. In aantekeningen uit Keulen uit 1367 wordt voor het eerst vermeld dat Hasselt aangesloten was bij de Duitse Hanze. De stad werd in dit verbond van handelssteden vertegenwoordigd door Deventer. Ook werd met Kampen samengewerkt.
Direct na de stadsrechtverlening begon Hasselt met de aanleg van de eerste verdedigingswerken rondom de stad. Deze eenvoudige aarden wal met gracht werd vanaf eind 14e eeuw vervangen door een stenen muur, waarbij de stad tevens werd uitgebreid met de Nieuwstad. Begin 17e eeuw volgde een modernisering met nieuwe vestingwerken.

#### Religie
Hasselt was in de late Middeleeuwen ook een religieus centrum. De bedevaartkapel De Heilige Stede vormde het middelpunt van de middeleeuwse pelgrimage. De op deze plek gebouwde Sint Stephanuskerk heeft nog steeds een regionale functie binnen de Nederlandse Katholieke geloofsgemeenschap. Ook het vrouwenklooster van de derde orde van St. Franciscus aan de Baangracht, waarvan nog enkele gebouwen bestaan, was een belangrijk onderdeel van de middeleeuwse stad.

### Reformatie, Tachtigjarige Oorlog en de Republiek
Tijdens de jaren van de Reformatie werd de vestingstad een speelbal van de Spaans- en Staatsgezinden. Opmerkelijk is dat protestanten en katholieken, vergeleken met andere steden, in Hasselt redelijk goed naast en met elkaar konden functioneren. De stad heeft een aantal zeer bekende protestantse denkers voortgebracht of binnen haar poorten gehad. Sommigen van hen speelden een belangrijke rol tijdens de Synode van Dordrecht en bij de verdere ontwikkeling van de Nederduits Hervormde kerk in Nederland.
Tijdens het Beleg van Hasselt van 1657 werd Hasselt belegerd in een conflict tussen Deventer en Zwolle waarbij tientallen doden vielen en vele huizen beschadigd werden.
Tijdens het Rampjaar 1672 werd de stad zwaar beschadigd door troepen van Bommen Berend, bisschop van Münster, die het samen met zijn Franse en Engelse bondgenoten op de Republiek had voorzien. De deels vernietigde, leeggeplunderde en door het oorlogvoeren verarmde stad kwam in een verval dat tot in de 19e eeuw zou duren.

### De negentiende eeuw
Dankzij de aanleg (1809) van de Dedemsvaart leefde Hasselt politiek, cultureel en financieel weer op. Strategisch gelegen aan de monding van dit belangrijke kanaal speelde het weer een belangrijke rol in de regio op het gebied van handel en vervoer (met name turf en bouwmaterialen). Aan het eind van de 19e eeuw eeuw was het aantal scheepswerven, tagrijnen, zeilmakers, touwslagers, grutters, smederijen etc. sterk gestegen. Het kanaal bood onder andere werk aan tientallen winkeliers.

### Van 1900 tot nu

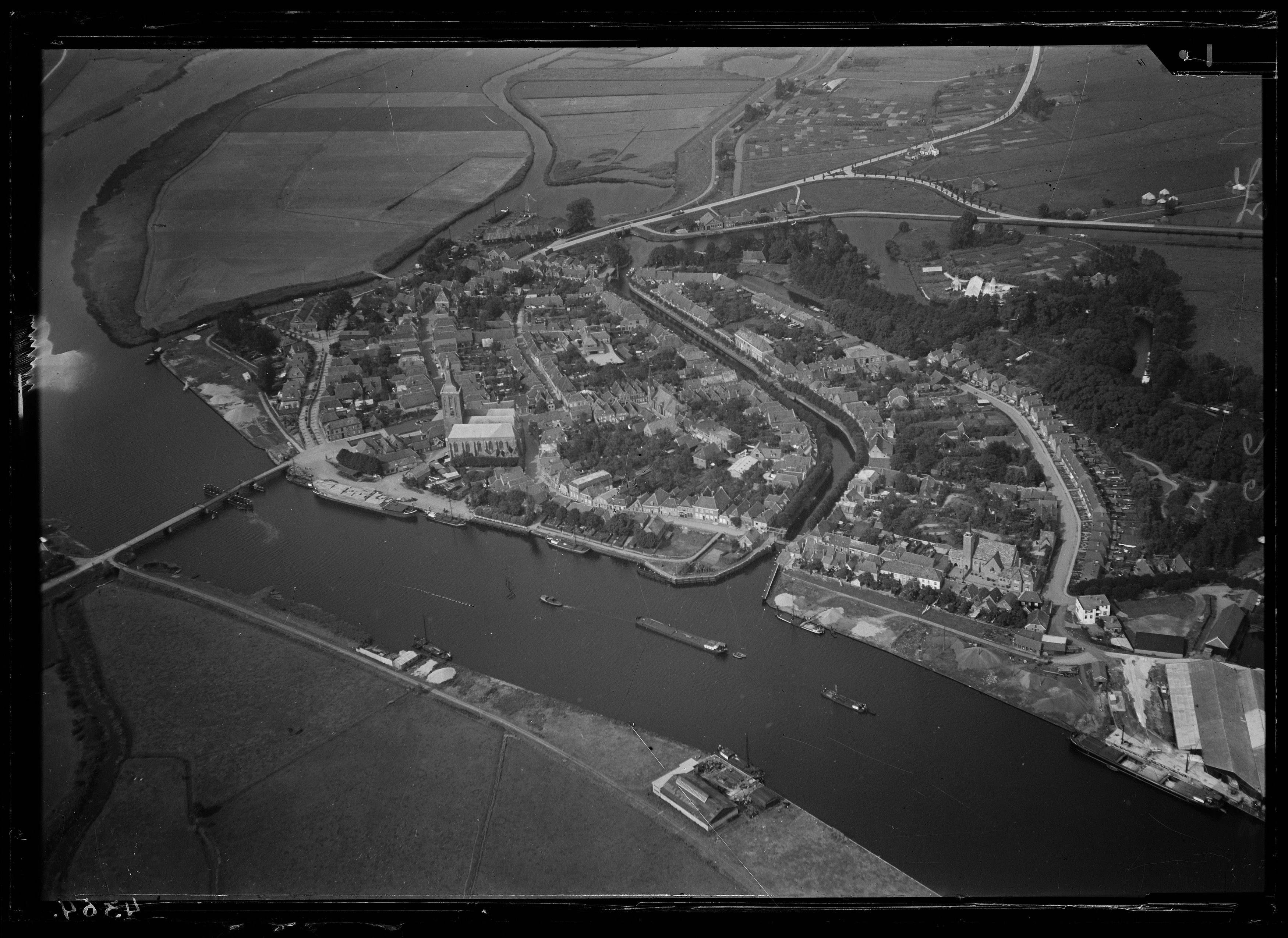
Luchtfoto van Hasselt (1920-1940), Nederlands Instituut voor Militaire Historie.

Met het toenemen van de mobiliteit over de weg, het groter worden van schepen en het toenemende verbruik van steenkolen en later olie en gas verloor de Dedemsvaart en daarmee Hasselt haar economische betekenis. Inmiddels is het kanaal in Hasselt nog wel aanwezig maar verder is het grotendeels gedempt. Het veenpakket in het noordoosten van Overijssel is verdwenen en voor de afvoer van overtollig water zijn andere oplossingen gevonden. Het succes van het kanaal werd tevens zijn ondergang. Langs het kanaal ontstond in het verleden bewoning en er kwam industrie en dat vereiste in de loop der jaren goede verbindingen over de weg. Die kwamen er, maar wel ten koste van het kanaal.
Van 1914 tot 1934 had Hasselt een halte aan de tramlijn van Zwolle naar Blokzijl (via Hasselt – Zwartsluis – Vollenhove). Daarna nam de busmaatschappij De Noord-Westhoek (NWH) het reizigersvervoer over op deze route.
De economische opleving na 1945 is niet aan Hasselt voorbijgegaan. Vanaf de jaren 60 heeft zich in Hasselt een industrie ontwikkeld die haar speerpunten heeft in de (woning)bouw, wegenbouw en vloerbedekking. Ook zijn in deze plaats enkele bedrijven gevestigd die een logistieke functie hebben of daaraan gerelateerd zijn. Door haar rijke verleden en de aanwezigheid van vele oude gebouwen die daaraan herinneren is er in Hasselt met het toenemen van de welvaart vanaf de jaren 70 een nieuwe bedrijfstak ontstaan: het toerisme.

## Skoapekuukies
Hasselters staan in de regio, en dan met name in Genemuiden en Zwartsluis, bekend als "Skoapekuukies". Alhoewel thans een culinaire Hasselter specialiteit (naast 'Hasselter juffers') voor bij de koffie, is het ontstaan als een scheldwoord dat vooral gebezigd werd door de inwoners van de met Hasselt rivaliserende plaatsen Genemuiden en Zwartsluis. De achterliggende gedachte was om de Hasselters uit te maken voor het goedkoopste van het goedkoopste. De Hasselters lieten zich trouwens ook niet onbetuigd want "Koolrapen" (Genemuiden) en "Bleistaarten" (Zwartsluis) kwam niet echt aardig over bij de bevolking uit deze plaatsen.

## Verbindingen
Hasselt is strategisch gelegen aan het Zwarte Water en heeft goede verbindingen met de A28 en met Zwolle (zowel via de weg als over water). Zwolle is een knooppunt voor het auto- en treinverkeer. Hierdoor heeft Hasselt snelle verbindingen naar de rest van het land via de A28, A50 en de spoorwegen. Het openbaar vervoer over de weg wordt verzorgd door EBS met lijnen naar Zwolle, Kampen, Emmeloord en (eenmaal per dag als scholierenlijn) Staphorst - Rouveen (via de Lichtmis aan de A28).

### Autowegen
De noord-zuidverbinding N331 (Zwolle-Emmeloord) loopt langs het centrum van de stad en heeft twee belangrijke aftakkingen: de N759 loopt ten westen van Hasselt in de richting Genemuiden/Kampen en de N377, een hoofdweg tussen Hasselt en Coevorden, loopt in oostelijke richting en kruist de A28. Verkeer van en naar het noorden (Meppel, Leeuwarden, Groningen etc.) maakt veelal gebruik van deze weg.

### Waterwegen
Het centrum van Hasselt ligt aan de oostoever van het Zwarte Water. De Vecht mondt uit in deze rivier even ten zuiden van de stad en verbindt Hasselt over water onder andere met Ommen en Dalfsen. De Dedemsvaart komt via de gracht door het centrum uit in het Zwarte Water en is niet meer bevaarbaar. Via het Zwarte Water zijn de waterrijke gebieden in de kop van Overijssel (Giethoorn, de Wieden, etc.) en Zuidwest-Friesland te bereiken. Bij Zwolle is een verbinding tussen het Zwarte Water en de IJssel via het Zwolle-IJsselkanaal. Het Zwarte Water mondt via het Zwarte Meer uit in het Ketelmeer. De Molenwaard ten noorden van het centrum verbindt twee jachthavens en een scheepswerf met het Zwarte Water.

### Straten
De bekendste straat in Hasselt is de Hoogstraat. Deze straat is een van de oudste in de stad en het merendeel van de winkels is eraan gevestigd. Bekend is ook de Markt met het historische raadhuis, de Grote Kerk en een aantal terrassen. Andere bekende straten zijn onder andere de Doctor H.A.W. van der Vechtlaan, de Burgemeester Malcorpslaan en de Wycher van Russellstraat.

### Wandelpaden (pelgrimsroutes)
Hasselt ligt op een knooppunt van het netwerk Pelgrimsroutes naar Santiago de Compostella (de Jacobsweg). In 2001 werd het Jacobspad ingericht dat vanaf Uithuizen in Noord-Groningen naar Hasselt loopt. Ook is er het Jabikspaad (gemarkeerd in 2000) vanaf Sint Jacobiparochie in Noordwest-Friesland. In Hasselt komen beide routes samen; vanaf daar gaat het verder naar het zuiden van Nederland, België, Frankrijk en Spanje.

## Cultuur

### Sport
In Hasselt wordt door verschillende ploegen sport beoefend op allerlei niveaus. Voetbal wordt gespeeld door Olympia '28, een voormalige hoofdklasser. Andere veel beoefende takken van sport zijn: tennis, volleybal, turnen/gymnastiek, schaatsen, wielrennen, badminton, judo, zaalvoetbal, tafeltennis en paardensport. Hasselt heeft enkele bekende sporters voortgebracht, van wie de bekendste ongetwijfeld Gerard Nijboer is. Hij won zilver op de marathon tijdens de Olympische Spelen in Moskou (1980). Kort daarna veroverde hij de Europese titel op hetzelfde onderdeel. Zijn Nederlands record was in die jaren een van de snelste tijden ooit.

### Het Van Stolkpark en natuurgebieden
Hasselt is naast een waterrijke stad ook een groene stad, omringd door bijzondere natuurgebieden. In de gemeente komen vele honderden soorten hogere planten en dieren voor. Dit komt doordat het gebied in en rond Hasselt te maken heeft met verschillende geografische en geologische invloeden, waardoor een gevarieerde flora en fauna is ontstaan. Bekend is de elders uiterst zeldzame kievitsbloem (Fritillaria meleagris). Deze komt in de gebieden ten zuiden van de stad (onder andere langs de Stenen- en Gennerdijk) nog op diverse plaatsen voor, zij het minder dan voorheen. Tijdens de bloeiperiode worden excursies georganiseerd naar deze gebieden.
Op een gedeelte van de stadswallen is in de 19e eeuw een wandelpark aangelegd. Het gebied vanaf Het Kleine Bolwerk tot aan het Het Diamanten Bolwerk werd voorzien van lanen en diverse soorten beplanting. Later werden daar nog een vogelverzameling en een muziekkapel aan toegevoegd. Het Van Stolkpark maakt vaak een deel uit van een 'zondagse wandeling'.

## Bezienswaardigheden
In Hasselt zijn tientallen oude en monumentale bouwwerken bewaard gebleven. Er is een historische vereniging die zich onder andere inzet voor behoud en reconstructie van oude gebouwen en stadsgezichten. Hierdoor heeft de stad een goed geconserveerde oude stadskern (beschermd stadsgezicht) binnen haar grachten.
Het stadje lijkt een tot leven gekomen illustratie uit een kinderboek van W.G. van de Hulst. Dat bracht de inwoners aan het begin van de nieuwe eeuw op het idee, om elke twee jaar een weekend te wijden aan deze schrijver en zijn werk. De Van de Hulstdagen, voor de zevende maal gehouden in december 2016, trokken zo'n 2000 bezoekers naar Hasselt.

### Religieuze gebouwen
- Grote of Sint-Stephanuskerk, een middeleeuwse hallenkerk uit het einde van de 14e eeuw aan de Markt. Deze kerk is beroemd om zijn orgel van Rudolf Knol (1806) en zijn akoestiek.
- Sint-Stephanuskerk (rooms-katholiek), een nog gave kruiskerk met buitenkapel op Het Eiland uit de jaren 30 in, voor die tijd, typische stijl.
- Mariaconvent, overblijfselen van een middeleeuws stadsklooster aan de Baangracht.
- Heilige Geestgasthuis, overblijfselen van gebouwen en kapel aan de Hoog-, Raam- en Rosmolenstraat.

### Verdedigingswerken
- Restanten van de stadsmuur die in vroeger tijd de hele stad omringde.
- Vispoortje; poortje in een stuk overgebleven stadsmuur en bijgebouw aan de kade.
- Bastions; resten van de aarden omwalling zijn vooral zichtbaar aan het Justitie Bastion en in het Van Stolkpark.

### Industriële monumenten
- Molen De Zwaluw; er is in Hasselt één molen bewaard gebleven: een korenmolen uit 1867, aan de Stenendijk. De molen is elke zaterdagmiddag open voor publiek. De molen kan ook gehuurd voor feesten. Er kan in de molen gehuwd worden.
- Kalkovens; net buiten het centrum van de vestingstad ligt het kalkoventerrein. Deze kalkovens waren in 1990 de enige nog werkende schelpkalkbranderijen in West-Europa.[4] In dat jaar werden de activiteiten definitief gestaakt.

### Overige bouwwerken
- Het oude raadhuis, voormalig stadswaag en raadhuis aan de Markt.
- Diverse karakteristieke gevels in het centrum.
- De Stenendijk, een met gemetselde bakstenen versterkte dijk langs het Galgenrak.

## Evenementen en activiteiten
- Elke donderdagmiddag is er markt aan de Doctor H.A.W. van der Vechtlaan.
- In de laatste week van de zomervakantie voor de basisscholen wordt er het Euifeest gevierd. In deze week werd vroeger de geslaagde oogst (eui = hooi) gevierd. Dit feest is uitgegroeid tot een stadsfeest met allerlei activiteiten in en rondom het centrum van Hasselt.

## Geboren in Hasselt
- Kiliaen van Rensselaer (1586-1643), stichter koloniën in Nieuw-Nederland
- Thijmen Telvoren (1614-1682), stadssecretaris van Hasselt
- Albert van Assen (1940-2006), psychologie bedrijfskundige
- Jaap Drupsteen (1942), ontwerper
- Gerard Nijboer (1955), atleet (marathon)
- Liesbeth van Binsbergen (1969), kinderboekenschrijfster
- Gerald Troost (1978), zanger, componist en kinderboekenschrijver
- Koen Metsemakers (1992), roeier
- Israel van Dorsten (1994), schrijver

## Trivia
In 2004 en 2008 was Hasselt te zien in televisiereclames van de ministeries van V&W en VROM voor de promotie van Het Nieuwe Rijden. In deze reclames waren de broers Ko en Luuk Doeks (De Doeks uut Hasselt) qua rijstijl de tegenpolen van Bo en Luke Duke uit de Amerikaanse televisieserie The Dukes of Hazzard.